# Wemix
Wemix, formellt WeMix, är en dansk musikgrupp som ställde upp i "MGP 2006" i Danmark. Med deras låt "Få Din Boogie på" kom de 3:a och fick därmed delta i "MGP Nordic 2006". Gruppen består av kompisarna Simon Opalka (född 1992) och Rami El-Daoud (född 1991) från Tilst i Danmark. Samt syskonen Sofie Mathilde Jacobsen (född 1995) och Amalie Mathilde Jacobsen (född 1993) som är från Amstrup i Danmark.

## Diskografi
- Få Din Boogie På
- Den Nye Stil
- Tro På Det
- Sensommer

## Album
- De tre Vindere